# Massacre de Boston

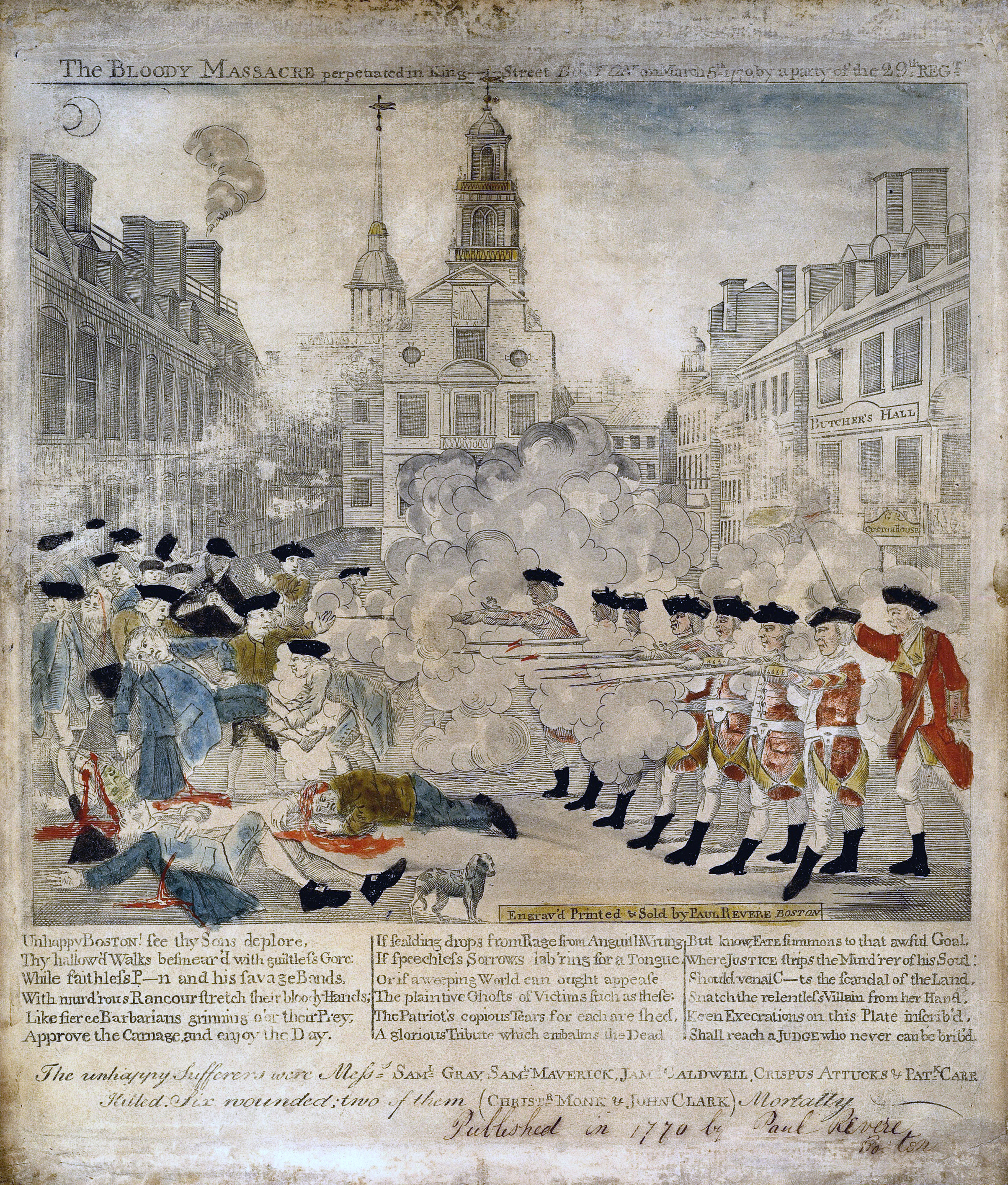
O Massacre de Boston.

O Massacre de Boston foi um incidente ocorrido no dia 5 de Março de 1770, em Boston, Massachusetts, quando soldados do Exército Britânico dispararam sobre um grupo de civis, matando assim, cinco homens e ferindo outros seis.

## História
As tropas britânicas estavam estacionadas em Boston, capital da Província da Baía de Massachusetts, desde 1768, com o objetivo de proteger e apoiar os oficiais nomeados pela coroa, e tentando fazer cumprir a legislação parlamentar, muito impopular entre os colonos. Por entre a crescente tensão nas relações entre a população e os soldados, um pequeno grupo de pessoas formou-se em redor de uma sentinela britânica, a qual foi sujeita a ofensas verbais e perseguições. A sentinela acabou por receber ajuda de outros oito soldados, os quais receberam ameaças verbais e foram atingidos por objetos atirados pelos civis. Dispararam contra a multidão, sem ordens prévias para o fazer, matando três pessoas e ferindo outras; duas delas acabariam por morrer dos ferimentos.
A multidão acabou por dispersar depois de o governador Thomas Hutchinson ter prometido um inquérito, mas alterou a sua promessa no dia seguinte, dando instruções para a retirada das tropas para Castle Island, Massachusetts. Oito soldados, um oficial e quatro civis foram detidos e acusados de homicídio. Defendidos pelo advogado John Adams, seis dos soldados foram absolvidos, enquanto os outros dois, que foram condenados por homicídio simples, receberam penas reduzidas. Desenhos, relatos e propaganda sobre o incidente, coloridos por Paul Revere, além da militarização da região aumentaram, ainda mais, as tensões ao longo das Treze Colónias.